# Cojgărei, Olt
Cojgărei (Gojgărei) este un sat în comuna Topana din județul Olt, Muntenia, România. Se află în partea de nord a județului, în Podișul Cotmeana. La recensământul din 2002 avea o populație de 149 locuitori. Biserica de lemn din localitate a fost construită în anul 1818 și are statut de monument istoric (cod:OT-II-m-B-08911).